# Ogulinski kiseli kupus
Ogulinski kiseli kupus (Ogulinsko kiselo zelje) proizvod je dobiven prirodnom malolaktičnom fermentacijom autohtone sorte svježeg Ogulinskog kupusa. Proizvedi i prerađuje se na području grada Ogulina i općine Josipdol. 
Žute je odnosno zlatno žute boje, prijatnog mirisa karakterističnog za mliječno kiselo fermentirani proizvod i skladnog mliječno kiselog okusa. Glavice su dobre čvrstoće i nežilave. Masa glavica je u prosjeku nešto veća od jednog kilograma.
Ubraja se u hrvatske autohtone proizvode. U kolovozu 2015. godine upisana je u registar zaštićenih oznaka izvornosti i zaštićenih oznaka zemljopisnog podrijetla.